# Finale du Championnat d'Europe de football 2024
Pour un article plus général, voir Championnat d'Europe de football 2024.
La finale du championnat d'Europe de football 2024 est la 17e finale du Championnat d'Europe organisé par l'UEFA. Ce match de football a lieu le 14 juillet 2024 au Stade olympique de Berlin, en Allemagne. 

## Parcours des équipes
| Rang | Équipe  | Pts | J | G | N | P | Bp | Bc | Diff |
| ---- | ------- | --- | - | - | - | - | -- | -- | ---- |
| 1    | Espagne | 9   | 3 | 3 | 0 | 0 | 5  | 0  | +5   |
| 2    | Italie  | 4   | 3 | 1 | 1 | 1 | 3  | 3  | 0    |
| 3    | Croatie | 2   | 3 | 0 | 2 | 1 | 3  | 6  | -3   |
| 4    | Albanie | 1   | 3 | 0 | 1 | 2 | 3  | 5  | -2   |

| Rang | Équipe     | Pts | J | G | N | P | Bp | Bc | Diff |
| ---- | ---------- | --- | - | - | - | - | -- | -- | ---- |
| 1    | Angleterre | 5   | 3 | 1 | 2 | 0 | 2  | 1  | +1   |
| 2    | Danemark   | 3   | 3 | 0 | 3 | 0 | 2  | 2  | 0    |
| 3    | Slovénie   | 3   | 3 | 0 | 3 | 0 | 2  | 2  | 0    |
| 4    | Serbie     | 2   | 3 | 0 | 2 | 1 | 1  | 2  | -1   |

## Match

### Résumé du match
À l'issue du match, l'Espagnol Lamine Yamal est le plus jeune joueur de l'histoire a participer à la finale d'un Euro.
L'Angleterre est la première nation à perdre deux fois de suite en finale. 

### Feuille de match
| Match 51                    | Espagne                                            | 2 - 1   | Angleterre               | Stade olympique, Berlin                                                           |                                                                                   |
| 14 juillet 2024 21 h 0 CEST | ( Yamal) Williams 47e · ( Cucurella) Oyarzabal 86e | (0 - 0) | 73e Palmer ( Bellingham) | Spectateurs : 65 600 Arbitrage : François Letexier Arbitre vidéo : Jérôme Brisard | Spectateurs : 65 600 Arbitrage : François Letexier Arbitre vidéo : Jérôme Brisard |
| 14 juillet 2024 21 h 0 CEST | Olmo 31e                                           | Rapport | 25e Kane · 53e Stones ·  | Spectateurs : 65 600 Arbitrage : François Letexier Arbitre vidéo : Jérôme Brisard | Spectateurs : 65 600 Arbitrage : François Letexier Arbitre vidéo : Jérôme Brisard |

| Espagne | Angleterre |

| ESPAGNE :         |    |                  |     |     |
|                   |    |                  |     |     |
| Gardien de but    | 23 | Unai Simón       |     |     |
|                   | 3  | Robin Le Normand |     | 83e |
|                   | 14 | Aymeric Laporte  |     |     |
|                   | 24 | Marc Cucurella   |     |     |
|                   | 2  | Dani Carvajal    |     |     |
|                   | 8  | Fabián Ruiz      |     |     |
|                   | 16 | Rodri            |     | 46e |
|                   | 10 | Dani Olmo        | 31e |     |
|                   | 17 | Nico Williams    |     |     |
|                   | 19 | Lamine Yamal     |     | 89e |
|                   | 7  | Álvaro Morata    |     | 68e |
| Remplaçants :     |    |                  |     |     |
|                   | 18 | Martín Zubimendi |     | 46e |
|                   | 21 | Mikel Oyarzabal  |     | 68e |
|                   | 4  | Nacho            |     | 83e |
|                   | 6  | Mikel Merino     |     | 89e |
| Sélectionneur :   |    |                  |     |     |
| Luis de la Fuente |    |                  |     |     |

| ANGLETERRE :     |    |                 |       |     |
|                  |    |                 |       |     |
| Gardien de but   | 1  | Jordan Pickford |       |     |
|                  | 2  | Kyle Walker     |       |     |
|                  | 5  | John Stones     | 53e   |     |
|                  | 6  | Marc Guéhi      |       |     |
|                  | 7  | Bukayo Saka     |       |     |
|                  | 26 | Kobbie Mainoo   |       | 70e |
|                  | 4  | Declan Rice     |       |     |
|                  | 3  | Luke Shaw       |       |     |
|                  | 11 | Phil Foden      |       | 89e |
|                  | 10 | Jude Bellingham |       |     |
|                  | 9  | Harry Kane      | 25e   | 61e |
| Remplaçants :    |    |                 |       |     |
|                  | 19 | Ollie Watkins   | 90+1e | 61e |
|                  | 24 | Cole Palmer     |       | 70e |
|                  | 17 | Ivan Toney      |       | 89e |
| Sélectionneur :  |    |                 |       |     |
| Gareth Southgate |    |                 |       |     |

| Assistants : Cyril Mugnier Mehdi Rahmouni Quatrième arbitre : Szymon Marciniak Assistant de réserve : Tomasz Listkiewicz Assistants du VAR : Willy Delajod Massimiliano Irrati Homme du match : Nico Williams |